# Lista över countyn i Oklahoma

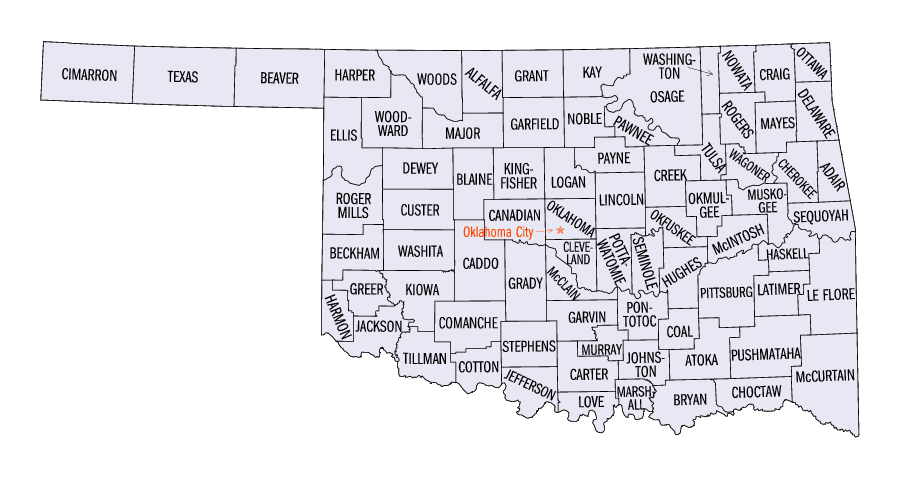
Oklahomas countyn.

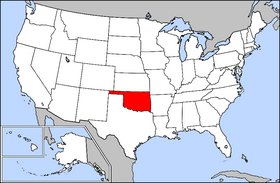
Oklahomas läge i USA.

Detta är en lista över de 77 countyn som finns i delstaten Oklahoma i USA. 
| County              | Centralort (County Seat) |
| ------------------- | ------------------------ |
| Adair County        | Stilwell                 |
| Alfalfa County      | Cherokee                 |
| Atoka County        | Atoka                    |
| Beaver County       | Beaver                   |
| Beckham County      | Sayre                    |
| Blaine County       | Watonga                  |
| Bryan County        | Durant                   |
| Caddo County        | Anadarko                 |
| Canadian County     | El Reno                  |
| Carter County       | Ardmore                  |
| Cherokee County     | Tahlequah                |
| Choctaw County      | Hugo                     |
| Cimarron County     | Boise City               |
| Cleveland County    | Norman                   |
| Coal County         | Coalgate                 |
| Comanche County     | Lawton                   |
| Cotton County       | Walters                  |
| Craig County        | Vinita                   |
| Creek County        | Sapulpa                  |
| Custer County       | Arapaho                  |
| Delaware County     | Jay                      |
| Dewey County        | Taloga                   |
| Ellis County        | Arnett                   |
| Garfield County     | Enid                     |
| Garvin County       | Pauls Valley             |
| Grady County        | Chickasha                |
| Grant County        | Medford                  |
| Greer County        | Mangum                   |
| Harmon County       | Hollis                   |
| Harper County       | Buffalo                  |
| Haskell County      | Stigler                  |
| Hughes County       | Holdenville              |
| Jackson County      | Altus                    |
| Jefferson County    | Waurika                  |
| Johnston County     | Tishomingo               |
| Kay County          | Newkirk                  |
| Kingfisher County   | Kingfisher               |
| Kiowa County        | Hobart                   |
| Latimer County      | Wilburton                |
| Le Flore County     | Poteau                   |
| Lincoln County      | Chandler                 |
| Logan County        | Guthrie                  |
| Love County         | Marietta                 |
| Major County        | Fairview                 |
| Marshall County     | Madill                   |
| Mayes County        | Pryor Creek              |
| McClain County      | Purcell                  |
| McCurtain County    | Idabel                   |
| McIntosh County     | Eufaula                  |
| Murray County       | Sulphur                  |
| Muskogee County     | Muskogee                 |
| Noble County        | Perry                    |
| Nowata County       | Nowata                   |
| Okfuskee County     | Okemah                   |
| Oklahoma County     | Oklahoma City            |
| Okmulgee County     | Okmulgee                 |
| Osage County        | Pawhuska                 |
| Ottawa County       | Miami                    |
| Pawnee County       | Pawnee                   |
| Payne County        | Stillwater               |
| Pittsburg County    | McAlester                |
| Pontotoc County     | Ada                      |
| Pottawatomie County | Shawnee                  |
| Pushmataha County   | Antlers                  |
| Roger Mills County  | Cheyenne                 |
| Rogers County       | Claremore                |
| Seminole County     | Wewoka                   |
| Sequoyah County     | Sallisaw                 |
| Stephens County     | Duncan                   |
| Texas County        | Guymon                   |
| Tillman County      | Frederick                |
| Tulsa County        | Tulsa                    |
| Wagoner County      | Wagoner                  |
| Washington County   | Bartlesville             |
| Washita County      | New Cordell              |
| Woods County        | Alva                     |
| Woodward County     | Woodward                 |